# Rak mokraćnog mjehura
Rak mokraćnog mjehura po učestalosti se nalazi na petom mjestu incidencije malignih tumora, a tri je puta češći kod muškaraca nego kod žena. Rijetko se otkriva prije 40. godine života, a najčešći je kod osoba u dobnoj skupini od 50 do 80 godina. Pušenje cigareta je najvažniji epidemiološki identificiran uzrok.

## Vanjske poveznice
|  | Zajednički poslužitelj ima još gradiva o temi Rak mokraćnog mjehura |